# 铅色水蛇
铅色水蛇（学名：Hypsiscopus plumbea），又名铅色蛇，为水蛇科铅色蛇属的爬行动物，俗名水泡蛇。分布于缅甸、泰国、越南、马来西亚、印度尼西亚、中国大陆以及台湾等地，主要生活于平原、丘陵或低山地区的水稻田、池塘、湖泊、小河及其附近水域。其生存的海拔上限为980米。该物种的模式产地在印度尼西亚爪哇。

## 特徵
鉛色水蛇為小型蛇類，身長多不超過100公分，體型粗短，背部為咖啡色，體側、腹部有黑色斑紋，腹部的黑色斑紋為交錯狀排列，腹部較偏橘紅色，成熟後的個體腹部顏色較淡。 

## 習性
有"後溝牙"(opisthoglyphic teeth)含微弱的神經性毒液，但不會致人於死。棲息在山區的水塘、溪流、水田中，以魚類（如：泥鰍）、小型青蛙為食。胎生，春季開始繁殖，日夜間均有活動。

## 保護
鉛色水蛇目前被台灣列為第三級「應予保育類」野生動物。